# 西學東漸

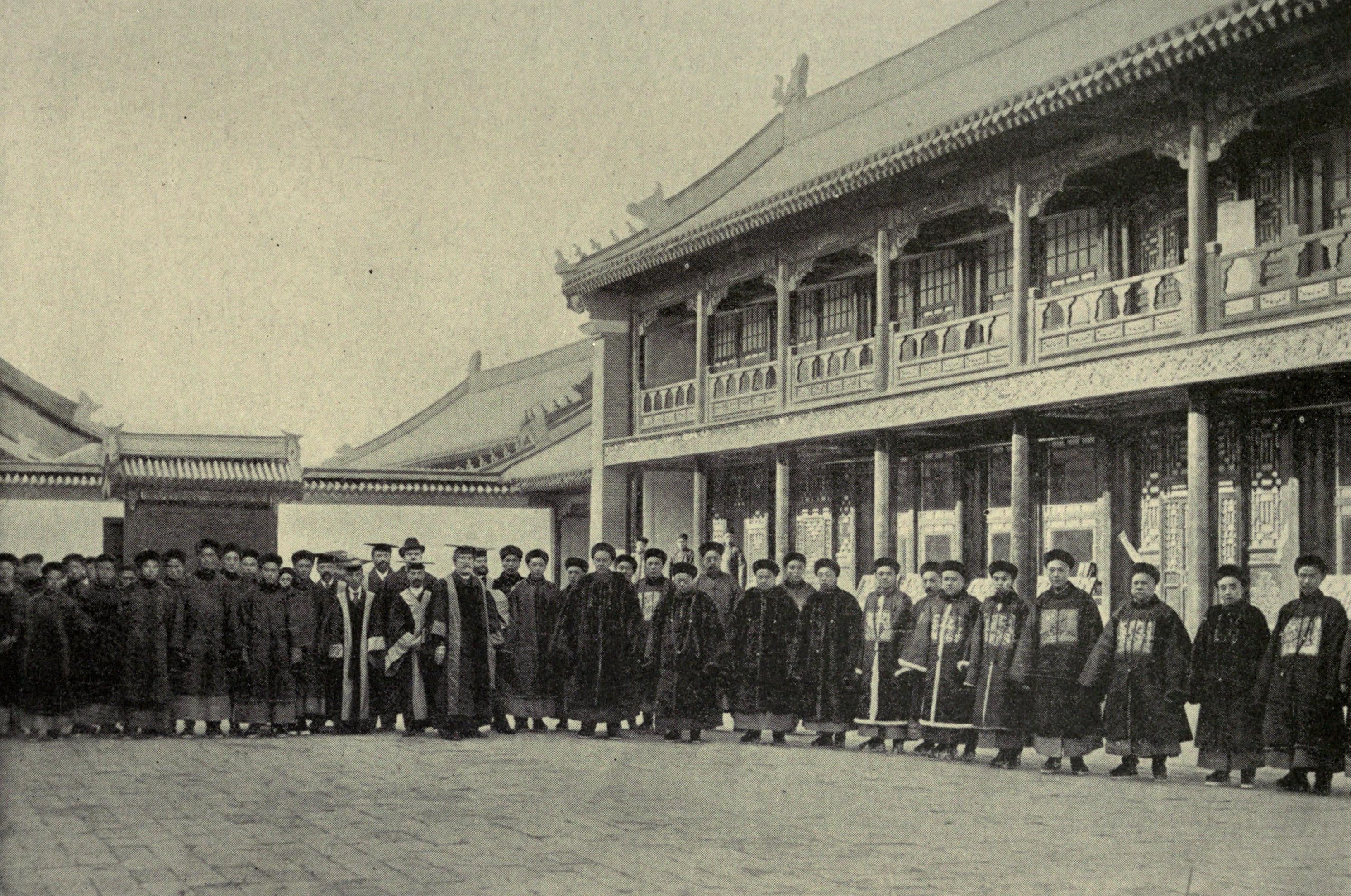
京師同文館作為清末自強運動期間清政府官辦的外語人才學校成立於1862年8月24日，為西方科技文化在中國的傳播發展產生了深遠影響

西學東漸是指近代西方學術思想向中國傳播的歷史過程，作為史學術語，通常是指在明末清初以及清末民初兩個時期之中，歐洲跟部分前英國殖民地等西方思想的傳入。
在這段時期中，中國人對西學的態度由最初的排斥和抗拒，到逐漸接受，甚至有人要求「全盤西化」。在西學東漸的過程中，藉由來華洋人、出洋華人、各種報刊、書籍、以及新式教育等作為媒介，以澳門、香港、其他通商口岸以及日本等作為重要窗口，西方哲學、天文、物理、化學、醫學、生物學、應用科學、科技、地理、政治學、社會學、經濟學、法學、史學、文學、藝術等大量傳入中國，對於中國的學術、思想、政治和社會經濟都產生重大影響。

## 历程

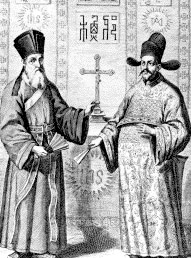
《中國圖說》的插图：利玛窦（左）和徐光启（右）

本條目所探討的西学东渐大致可以分为两个阶段：
1. 明末清初天主教耶稣会传教士的到来；
2. 鴉片戰爭前後直到五四運動前后。

### 第一阶段
明萬曆年間，隨著耶穌會傳教士來華，對中國的學術思想有所觸動。此時的西方科學技術正要開始迅速發展，而中國這時科學技術的發展已經相對放緩，部份落後於同時期的歐洲。傳教士在傳播天主教的教義同時，也大量傳入西方的科學技術。當時中國一些士大夫及皇帝接受了科學技術上的知識，但是在思想上基本沒有受到影響。這一階段的西學東漸，由於羅馬教廷對來華傳教政策的改變（廢除利瑪竇規矩，禁止祭祖），引起雍正朝廷及民間反感，導致禁教而中斷，但較小規模的西學傳入並未完全中止。
此时的西學傳入，主要以传教士和一些中国人对西方科学著作的翻译为主。1605年，利玛窦辑著《乾坤体义》，被《四库全书》编纂者称为“西学传入中国之始”。当时对中国的影响主要在天文学、数学和地图学方面，由于只在少數的士大夫階層中流传，而且大部分深藏宫禁，没有普及。

### 第二阶段
19世紀中葉前後開始，西方人再度開始進入中國，並以各種媒介帶來西方的新知識。清道光十五年（1835），梁廷枏（1796—1861）受聘任《廣東海防彙覽》總纂和《粵海關志》總纂，得以瀏覽有關西方經貿與文化的大量資料，撰寫了中國第一部介紹美國國情的專著《合眾國說》三卷以及《耶穌教難入中國說》、《粵道貢國說》、《蘭蒼偶說》（蘭蒼即倫敦，在此泛指英國）等著作，向國人介紹了西方各國歷史與文化的真貌，從而成為中國近代史上最早“開眼看世界”的先驅。梁廷枏之後，又有魏源著《海國圖志》，開國人眼界。
兩次鴉片戰爭戰敗刺激大清朝廷在1860年代開始，推行了洋务自強运动，也促使西方的科学技术再一次传入中国。當時的洋務派，主要采取“中学为体，西学为用”之態度，而主要关注西方的先进武器以及相關的器械運輸等，而未試圖加以學習西方之學術思想，因此在這期間學術思想方面的傳入主要藉由西方傳教士創辦的媒體，以及洋務機構中為軍事目的順道譯介的書籍。
甲午戰爭以後，由於大清當時面臨著國破家亡的命運，許多有識之士開始更積極全面地向西方學習，出現了嚴復、康有為、梁啟超、譚嗣同等一批思想家。他們向西方學習大量的自然科學和社會科學的知識，政治上也要求改革。這一時期大量的西方知識傳入中國，影響非常廣泛。許多人以轉譯日本人所著的西學書籍來接受西學。五四運動時，俄國向知識分子傳播马列主义，並對中國歷史產生了重大影響，也是西學東漸之一部份。民國初年，由於對政治的不滿又進一步導致知識分子們提出“全盤西化”的主張，在五四時期這種思想造成了很大影響。這一波西學東漸，一直持續到當代而未止，但本條目主要探討至五四前後。

## 媒介

### 來華洋人
來華的西方人，包括傳教士、商人、外交家、官員等，均對西學東漸造成影響。

#### 傳教士
在明末清初的一波西學東漸中，傳教士扮演著相當重要的角色，當時主要以天主教耶穌會為主的傳教士（較晚亦有方濟各會、多明我會等的教士），在試圖將天主教傳入中國的同時，引介了西方的科技學術思想，譯著了大量的西方學術相關書籍。其中扮演起重要角色的有利瑪竇、艾儒略、湯若望等人。利瑪竇所撰寫的《天主實錄》、《坤輿萬國全圖》以及他與徐光啟合譯的歐幾里得《幾何原本》等著作對中國乃至日本等東亞國家產生了深遠的影響。 
在19世紀的西學東漸中，天主教士隨口岸的開放來往各地，基督新教的教士也開始進入中國。他們成立教會學校、醫院，並開設印書館、設立期刊、並譯著大量各種書籍，對於西學的傳入有很大貢獻。例如麥都思的墨海書館、韋廉臣和李提摩太主持的廣學會，其翻譯出版的書刊，是王韜、康有為、梁啟超等人了解西學的重要資料來源。

#### 其他來華洋人
除了傳教士之外，許多來華的官員、探險家等也成為傳入西學的重要媒介，例如军人查理·喬治·戈登對於中國洋務時期軍事的影響。主持海關總稅務司的罗伯特·赫德對於西方管理制度的引入，以及譯介書籍、最早西方軍樂隊的引入都有影響。

### 出洋中國人

#### 旅行家及商人及外交官
明末清初有不少中國人隨傳教士到歐洲旅行，明朝時有香山縣人鄭瑪諾（1633年—1673年）、南明朝廷永曆皇帝使臣陳安德，清朝時有沈福宗（1657年－1692年）、黃嘉略（1679年11月15日－1716年10月13日）、樊守義（1682年-1753年）在康熙年間隨四位傳教士出使羅馬，寫成《身見錄》（1721年）一書，描寫歐洲政治制度、建築、風俗等，對於中國人對西方的認識有不少影響，許多對利瑪竇等人著作存疑的中國學者，觀點開始有轉變。康熙五十一年（1712年），滿清使臣图理琛出使俄罗斯，看望那里的蒙古土尔扈特部落，1715年返京，1723年用满汉文字刊行《异域录》(上﹑下两卷)，介绍沿途所见山川形势﹑动植物分布﹑河流水文﹑村落居民﹑器用风俗等。乾隆年間的商人謝清高游歐後所著《海錄》（1820年）則更廣為人所知，記錄歐洲的貿易、工藝、人民生活及世界地理。
鴉片戰爭以後，自行出洋的中國人更多，1849年商人林鋮的《西海紀游草》，記述其至歐洲及美國的記游。近代著名的政治思想家王韜在1867年出游歐洲，1870年出版《法國志略》、《普法戰紀》二書；1879年出游日本，寫《扶桑游記》。商人李圭1876年至美國參與博覽會，寫下《環游地球新錄》一書，成為中國人中首位環游地球一週的記述者，並對美國的學術科技的發展有所介紹。1883年至1884年文人張祖翼旅行英國，著有《倫敦竹枝詞》作於1884年，記錄了他在倫敦的各種感受，其中包括對英國議會政治的描述。
清政府也因為洋務運動的推行，1866年恭亲王奕䜣派官員斌椿以及4名同文馆学生，跟随英国人赫德考察歐洲12個國家，斌椿著有《乘槎筆記》；1868年至1870年总理衙门记名海关道滿人志剛随美国人蒲安臣首次正式出使歐洲及美國，著有《初使泰西記》。此外，早年同斌椿考察的同文館學生張德彝，之後多次出游歐洲，著有《航海述奇》共七部，對歐洲社會學術文化的描寫更加深入。
光緒年間開始設立駐外公使之後，有更多重要官員和知識分子出使歐美並撰寫游記，且由於公使較一般旅行者停留較久，因此對西方思想文化的了解能更加深入，其中對中國思想文化產生重大影響的包括郭嵩燾（著有《倫敦與巴黎日記》）、劉錫鴻（著有《英軺私記》）、曾紀澤（著有《使西日記》、《出使英法日記》）、黎庶昌（著有《西洋雜志》）、徐建寅（著有《歐遊雜錄》）、黃遵憲（著有《日本國志》）、薛福成（著有《出使英法義比四國日記》）、林樂知、蔡爾康《李鴻章歷聘歐美記》等人。甲午戰爭後，中外交通大開，出洋變成很普遍的現象，因此不贅述。

#### 留學生
近代中國的留洋學生起自於鴉片戰爭之後，早期的留學生，多為港、澳地區教會學校的學生，進一步出外發展，1848年至英國愛丁堡大學的黃寬，1850年至美國耶魯大學讀書的容閎等，即為早期留學生的代表之一。容閎在學習中，感受到中國社會文化的不足，因此回國後，即希望能有更多人出國學習西方事物，在他的爭取提議下，終於在1872年清政府選派第一批留美幼童，次年並有第二批，他們在中學畢業後，主要以西方的軍事、工業技術等學習為主，雖然在1881年被改變政策的清政府招回，但他們對於西學的傳入有所貢獻，也影響往後的留學生的留洋，他們之中最著名的包括詹天佑、唐紹儀、梁誠等。
另一方面1875年開始，福建船廠及北洋水師學堂的學生也陸續被派至歐洲各國學習，對於晚清對西方海軍的學習有所貢獻，但其中最著名的嚴復反而不是在軍事而是其他西學的傳入有重大的影響。
相較於洋務運動期間留學生多為官派且人數少而零星，甲午戰爭之後，首先興起了留日浪潮，大量官方資助及民間自行前往的留日學生出現，對於由日本學習西學有很大的助益。此外，1900年以後，由於美國歸還部分庚子賠款作為留美的經費，使留美的留學生人數大為增加。留學法國則在1915年左右，由李石曾、蔡元培等人發起勤工儉學的運動，使許多人得以留法。
這些大量的留學生直接接觸到西方的教育，得以更直接能將西學傳入中國。1915年在美國康乃爾大學的一批留學生創辦了中國科學社及《科學》雜志，對系統地向國內介紹、引進西方科學思想起到了重要作用。

### 媒體
媒體是將少數知識分子所習得的西學，較快速地傳佈於較多人的方式，在近代的西學東漸之中，最主要的媒體有書籍、期刊、報紙等。

#### 書籍的出版流通
西學書籍的翻譯和著述，是西學東漸相當重要的媒介，關於各種出版的書籍和簡介，見於後面的書籍列表以及各學科的相關內容，這裡主要探討書籍的出版和流通。
明末清初的西學東漸中，雖然出現了大量的由教士及士大夫合著合譯的書籍，但這些書籍未能受到當時一般社會的重視，未能打入晚明已十分發達的商業出版界，因此雖然西學書籍有刻印出版，但主要仍僅流通於少數有興趣的士大夫階層。
19世紀初以來，首先開始大量出版西學書籍的是西方的教會組織。如1843年英國傳教士麥都思上海創建墨海書館。墨海書館出版了一批關於西方政治、科學、宗教的書籍，如《新約全書》、《大美聯邦志略》、《博物新編》、《植物學》、《代微積拾級》、《代數學》，還出版中文期刊《六合叢談》，是道咸年間譯介西學最重要的出版組織，此外早期重要的西人出版社尚有美華書館等。
1887年起，由傳教事、外商組成的廣學會是另一個重要的西學出版機構，其出版翻譯的大量政治、科技、史地、法律等方面的書籍，尤其在1895年以後成為維新派如康有為等人思想的重要來源。
另一類重要的翻譯出版機構，是由清政府在洋務運動的推行下所成立的，其中1865年成立的上海的江南製造局譯書最多，影響最大，尤以科學技術方面書籍最多，北京的同文館，則以國際公法、化學、法律方面的書籍影響最大。除此之外，福州船政局、開平礦務局、天津機器局、上海廣方言館、廣州同文館等機構都設有翻譯出版的機構。
中國民營的出版社始自於1897年成立的商務印書館，由於商業性的考量，其出版重視較為通俗的知識介紹，以及配合新式教育的推而出版的新式教科書，同時由於其出版社分館及銷售點遍布全國，因此對於將西學新知傳佈於更廣大的民眾，有很大的貢獻。其後於1912年成立與商務競爭的中華書局亦扮演著類似的角色。
書籍的流通方面，除了書局書店之外，各式的圖書館也在維新運動時期開始推展，希望能改變傳統中國官藏私藏書籍而不善加流通的情形。最早是維新派人士在全國各地成立學會並藏書向公眾開放借閱，其中藏書除傳統學術書籍外，增加了許多西學書籍。公共圖書館則要到1902年清政府規定各大學堂要設立圖書館，而1905年才有第一座大型公共圖書館在湖南成立，收藏大量西學書籍。其後各省也漸次成立。至民國時期，公私圖書館事業都更加發達，對於傳布新學於民間產生不小作用。

#### 期刊
雜誌報紙由於是定期出版，相較於圖書而言，對於傳播最新的西方知識有重要的角色。第一階段的西學東漸，尚無期刊的出現。
晚清早期的期刊多半是教會期刊。最早的中文期刊，是英國耶稣会教士马礼逊和米憐1815年於马六甲共同創立的《察世俗每月統記傳》，雖然不在中國發行，但有不少流傳入中國。中國本土則是1833年由荷蘭教士郭士立在廣州成立的《東西洋考每月統記傳》，內容介紹西方文化、新聞、文學等。其後數十年間陸續有傳教士成立各種期刊，但大多延續時間不長（五年已算長），發行量影響力也都較小。1853年，理雅各和麦华陀在香港创办《遐尔贯珍》；1854年，美國传教士玛高温在宁波创办《中外新报》；1857年，墨海书馆伟列亚力出版中文期刊《六合叢談》；1862年，英国耶稣会士在上海创办《中西杂述》；1868年由美國教士林樂知成立的《教會新報》（1874改名《萬國公報》，廣泛介紹西方各種知識，其延續時間長，發行量大，是晚清傳播西學重要的媒介。1872年，雒魏林的京都施医院（北京施医院）办的《中国闻见录》是北京最早的期刊。此外1876年由英国人傅蘭雅在上海成立的《格致彙編》，是第一部科學專門的期刊，對西方科學知識的傳入具有重大影響力。
1895年甲午戰爭的刺激，使得大量各種國人所創的期刊興起，多用於宣傳西方政治思想及學術，最早包括康有為1895年成立的《萬國公報》（與林樂知所創同名），1896年成立的《強學報》，同年梁啟超成立的《時務報》等，這些刊物的發行量及影響力，都遠超過早期的教會期刊，戊戌變法失敗後，1898年在日本橫濱創辦了清議報。之後1901年因火災停刊，又創立《新民叢報》，同時革命派則在日本有《民報》，二報之間的互相爭論，激發起讀者們對於政治事務的熱心參與以及許多西方政治經濟社會理論的的認識。
辛亥革命的成功，使得晚清政治性期刊的熱潮減低，1915年成立的《新青年》，代表著新的一種，以文化的討論為主要目的期刊，《新青年》以及其他類似的期刊，對於民國時期西方思想的傳入產生的重大的影響。

#### 報紙
報紙雖相較於期刊而言，多具有報導及商業性質而缺乏較深入的知識，但由於出刊時間快發行量大，有助於把西方知識和消息廣傳開去。影響力較大的報紙中，最早的是1861年由英商匹克伍德在上海成立的《上海新報》，其內容除新聞、商務消息外，也有西方科學技術等的介紹。1864年香港连续出版了《中外新报》、《近事编录》和《德臣西报》中文版《华字日报》。其後，另一西商美查（Ernest Major）在1872年成立《申報》，之後成為晚清民國的重要報紙，其內容雖然以新聞、奇聞為主，但也包含對西方思想及消息的報導，以及在讀者投稿中對於中西文化接觸問題的討論（著名的是鐵路與風水的爭論）。1874年，王韬在香港创办《循環日報》——世界上第一家中国人创办的中文日报，王韬自任主笔，写下大量鼓吹变法自强的政论。
在1895年以前，新式報紙的影響力仍然僅限於沿海口岸地區。但在1895後以後，這些報紙的發行量大增，如《申報》增加版面，發行地區也增加之外，有更多的報紙開始出現競爭，包括上海的《新聞報》、《時報》，天津的《大公報》等。此外，尚有革命派的報紙如《警鐘日報》，且各報紙開始漸由早期以文言為主，轉而以較多接近口語的文字來吸引更多的讀者，不少白話報也在晚清全國各地出現，這些對對於西方新思潮的傳布產生重大影響。

### 新式學校
明末清初，教士艾儒略所撰的《职方外纪》（1623年）中，曾對歐洲國家的學校制度加以介紹，但未受當時士人的重視，也未影響中國的教育。
在晚清這波西學東漸中，西式的新學堂才開始逐漸建立，並成為學習西學重要媒介，早期的西式學校多為西方人，尤其是教會所設。最早的學堂為1839年在澳門成立的马礼遜學堂，其後在當時唯一的口岸廣州也有類似學堂成立。1840年鴉片戰爭之後，教會學校才廣泛成立於各個口岸，1858年天津條約之後進一步發展至內地，成為早期西學在民間傳布的重要管道。1876年徐寿、傅蘭雅在上海创立的格致书院，是较早的一所教授西洋自然科学的学院。
在洋務運動中，為培育相關人才，清政府也開始成立新式學校，最早的是北京的同文館以及上海的廣方言館，其後在全國各地成立天文、電氣、醫學、軍事等專業的西式學堂，教會學校也在這期間得到進一步發展，並開始淡化學校的宗教色彩，都對西學的傳播產生重大作用。
甲午戰爭的刺激和戊戌維新的鼓吹，于清末新政时期，使得新式學堂大量出現，大量傳統的書院改為新式學堂，而1905年科舉的廢除，更使得傳統的私塾失去了其主要作用而沒落或轉型，晚清新政中並正式採用西方學制來規範各級學校，其學習西學的內容也更為廣泛。

### 港、澳及其他口岸租界的角色
澳門由於在明後期由朝廷讓與葡萄牙人，因此在明末清初的西學東漸中，西方傳教士常以澳門為中繼站，而一些學術思想亦經由此逐漸傳入中國內地，而許多與西人打交道的中國人亦在澳門學習西方語言及文化。
1841年，香港在南京條約中割讓給英國，使得香港在很大程度上取代了澳門作為中西之間橋樑的作用，移入香港的中國人在這裡得以接觸到英國的政體、法律、習俗、學術文化等，在這個環境下，產生了近代中國不少具新思想的知識分子，包括如王韬、何啟、洪仁玕等人。
隨著清朝與西方國家之間不平等條約的簽訂，各地通商口岸租界逐漸設立，產生了許多中西文化得以交流的管道，其中尤以上海租界最具代表性及影響力，居住在租界中的民眾，較直接地接觸到新的西方科技事物、西方式的政治法律體制、資本主義式的經濟以及西式的媒體，也因此許多近代以來的新知識分子，都曾因在上海生活而受到西學的影響。此外，活躍於各個口岸的買辦商人，因為商務的需要，成為較早開始接觸了解西方語言文化習俗的一批人，如主張議會民主和实业救国的鄭觀應即是廣東口岸地區商人出身。

### 日本在西學傳入中國的角色
道光咸豐年間，中國原比日本早開始接觸西方，因此日本人經常透過中國的譯介（包括如魏源等人的著作）來了解西方。但隨著日本人開始接觸學習西學，包括明治維新的推行，使得在1870、1880年代時，對西學的學習開始超越中國，而為如李鴻章等人所注意。此外任日本領事的黃遵憲寫於1887年的《日本國志》，介紹日本的歷史及進步發展的情形，但未受時人重視。
甲午戰爭使更多人注意到日本人學習西方的成功，之後俄羅斯侵略中國東北，使清政府決定與日本友好，加上地緣之便，大量留學生到日本學習。由於文字的接近（當時日文漢字較現代日文的漢字更多），許多即使僅粗通日文的人，也能大致閱讀甚至譯介日本的西學譯著，因此日本成為晚清(清末)民初時期（尤其在1895-1914年間），中國學習西方學術文化最重要的媒介。
例如維新派的康有為，在推行新政時，多引日本學習西方政體制度的例子來作範例。晚清影響思想界最大的人物之一梁啟超，其大量介紹西學的文字便有許多得自於在日本期間相關譯著的學習。日本對中國西學東漸的影響，更可由大量和製漢語的引用看出，包括如「政治」、「社會」、「文化」、「經濟」、「哲學」、「化學」、「物理」等重要的西方新概念詞彙在內，共有數百個日本翻譯的西方新詞彙傳入中國並廣為應用。
1914年以後，由於日本對中國政府提出二十一條，引起強烈的反日運動，加上留學歐美的管道逐漸便利，人數增多且更受到重視，因此日本作為中國學習西學的中介角色就減弱了。

## 中國人對西學看法的變化

### 明末清初
明末清初西學的傳入，使中國的少數士大夫如徐光启、李之藻、杨廷筠、熊明遇、方以智、黄宗羲等，開始認識到西方學問之中有其優於中國之處，但這並未造成中國人對於中西學的基本高下看法有所改變。西學中主要受到注意的仍是技術方面如天文曆法、測量以及所謂的「西洋奇器」等，對於中國學術本身的影響衝擊亦不大。
此外，當時最常見的一種說法，即「西学中源说」，認為當下一些中學不及西學的事物，其實是中國古代已有而傳入西方，但中國本身反而失傳的事物，如黃宗羲認為一些數學原理是周公時代西傳的。王夫之認為西學大多是「剽竊中國之緒餘」。錢大昕認為西方天學算學，是習自於在中國已失傳的祖沖之的著作，這樣的看法使得當時人能很安心承認並學習這些西方的學術。

### 晚清時期對西學看法的變化
晚清道光咸豐之交中國人與西方人接觸時，除了大多數人根本不重視甚至排拒西學的存在之外，僅有少數有識之士如林則徐、魏源、徐繼畬等人，開始注意到西學有其優越之處，但基本上，他們仍不把西學看作是與中學對等的學術文化，從魏源的名言「師夷長技以制夷」來看，西學只能是「夷學」，其中雖有可取之處，但其地位遠不及中國學術思想。
在洋务运动早期，大多數人仍存有這種類似的看法，但隨著與西方接觸的增加，「西學」一詞逐漸取代了「夷學」，許多官員及知識分子開始正視西學，視之為可與中學對等的學術思想，並開始探討應當如何融合二者的優缺點來幫助中國富強，當時在政界學術界都有重要地位的張之洞所提出的「中學為體，西學為用」，便成為晚清新式知識分子們最典型的西學觀點，認為西學在器物上勝過中學，但在基本的思想道德人心和制度方面则不如中國。
這樣的中學西學的觀點，在晚清一度讓這一代的知識分子暫時取得一個安心於學習西學的模式，但在清末最後十多年已開始受到挑戰。1893年，郑观应出版《盛世危言》，其中有“西学”一章，他认为“西学不重，则奇才不出”。他提倡实业救国，同时指出国弱民穷的根源在于专制政治，建议仿照西方国家法律，设立议院，实行君主立宪，将西学作为改造中国的指导思想。
到了民國初年，當更多的人對傳統文化不滿開始視西學為「新學」，認為西學高於中學而應當取代中學時，便引發了進一步的論戰。

### 民國時期西學東漸的論戰及影響
第一次正面的理論對恃是從1915年《新青年》創刊開始的。論戰的焦點是關於中西文化差異的評價和認識。《新青年》一問世，就大張旗鼓地宣傳倡導新思想、新文化、新道德，而他們提倡的“所謂新者就是外來之西洋文化，所謂舊者就是中國固有之文化”，公開主張以西方文化來取代傳統的封建文化。為強調西洋文明的先進，陳獨秀在《東西民族根本思想之差異》中，把東方文明和西洋文明加以比較後，概括了東方文明和西洋文明的特點，他認為，西洋民族以戰爭為本位，東方民族以安息為本位；西洋民族以個人為本位，東方民族以家族為本位；西洋民族以法治為本位，以實利為本位，東方民族以感情為本位，以虛文為本位。文中盡是以西方文化之長來映照中國文化之短，這樣的態度和明顯的取向，很快引起了文化保守主義者的強烈反對。從1916年開始，《東方雜志》主編杜亞泉便以“槍父”為筆名，發表了一系列論述東西文化差異的文章，與陳獨秀等人進行論戰。他也采用陳獨秀的比較方法，而其結論卻完全相悖。他將西洋文明概括為動的文明，而將中國文明概括為靜的文明。他說這兩種文明可以互相補充，取長補短，卻又“不可不以靜為基礎”。甚至西洋文明也必須由吾國文明，去救之弊，濟之窮。他告誡國人不要受西方物質文明的“眩惑”，堅持要以儒家思想為是非之標准。他指責新思想新文化自西方輸入，破壞了這一傳統標准，於是造成了“人心之迷亂”。陳獨秀、李大釗等進行了針鋒相對的反駁，李大釗采納“槍父”的東洋文明主靜、西洋文明主動的說法，卻又在價值取向上完全否定了“槍父”的論點。
緊接著，第二次大規模的論戰是在1919年五四運動之後。此時，傳統文化已受到了猛烈衝擊，西方文化已如“洪水”般湧入，新文化的傳播已是大勢所趨，不可阻擋，完全拒絕外來文化的論調已根本站不住腳。於是文化戰線上又產生了一種中西文化“調和”論。1919年秋天起，章士釗到處講演，鼓吹新舊調和之說。他認為：“調和者，社會進化至精之義也”，“不有舊，決不有新”，“不善於保舊，決不能迎新”。杜亞泉等人也趕緊呼應這一論調，進一步提出，中國固有文明不但不能“革除’，而且這種調和，也只有把西洋文明“融合於吾固有文明之中”。這實際上仍是一種改頭換面的文化守舊論。李大釗在論戰中從經濟基礎的決定因素方面分析了新文化必然取代舊文化，而不是與之調和的客觀必然性。《新青年》、《新潮》、《民鋒》、《每周評論》等雜誌都積極參加了這場論戰。這次論戰一方面進一步傳播了與封建傳統文化徹底決裂的新文化精神，同時也大開了“全盤西化”論的先河。
關於中西文化的第三次論戰是發生在1920年代初期。其主題是中國文化在世界文化中的地位和價值問題。1918年，梁啟超自歐洲歸國，出版《歐游心影錄》並發表了大量觀感，主要觀點是認為在歐洲一百年來的物質文明高度發展，卻帶來的許多災難，要想解放“物質文明破產，哀哀欲絕的喊救命”的西方世界，只有依靠中國的古老文明。而梁漱溟於1921年出版的《東西文化及其哲學》，則認為，西方文化“是以意欲向前要求為其根本精神的”，印度文化“是以意欲反身向後要求為其根本精神的”，而中國文化“是以意欲自為調和持中為其根本精神的”。他認為這三種文化系統代表了人類文化發展循序而進的三個階段，並得出結論說：西方文化的路已經走到了盡頭，緊接著“便是中國文化復興成為世界文化的時代”。胡適等人立刻起而應戰。胡適認為：“現在全世界大通了，當初鞭策歐洲人的環境和問題現在又來鞭策我們了。將來中國和印度的科學化與民治化，是無可疑的。”李大釗、瞿秋白等人則開始運用馬克思主義的理論武器參與這次論戰。瞿秋白指出：“西方文化，現已經資本主義而至帝國主義，而東方文化還停滯於宗法社會及封建制度之間”，兩者都應為當代社會所摒棄，只有進行無產階級的世界革命，方能得真正文化的發展。

## 各學科的西學東漸

### 哲學
中國傳統思想中并無西方嚴格定義的哲學的概念，而哲學的基礎邏輯學也僅存在於少數如名家等古代思想中。
明末清初西方哲學開始傳入，最早由葡萄牙傳教士傅泛際（Francois Furtado，1578—1653），撰寫大量有關亞裡斯多德哲學的介紹，內容包括知識論、理則學、形上學等方面。此外中古神哲學家阿奎那的著作，也在清初節譯至中國。
但西方哲學真正大量輸入中國則要到晚清時期，早期尚未用哲學一詞，到20世紀初，此名詞由日本傳來並被廣為使用，標示哲學從儒學、經學等學科分出來探討。當時的各期刊中有大量對古希臘哲學、及西方近代哲學的介紹。許多新觀念如精神、物質、唯心論、唯物論等重要哲學概念也被引入中國，進化觀念的傳入更是對中國哲學思想產生重大影響。在邏輯學方面，最早的著作為1895年廣學會出版的《辯學啟蒙》，但其後嚴復翻譯的《穆勒名學》影響更大，對於西方的演繹及歸納邏輯都有介紹傳入。在倫理學方面，在20世紀初大量由日文翻譯相關著作。這些對於近代知识分子們強調新的倫理道德觀念有所影響。其中梁啟超、蔡元培對於中國近代倫理學影響最大。

### 數學
中國傳統所重視的數學大多用於天文曆法方面，明末利瑪竇所譯天文書籍《乾坤體義》下卷的內容即多為算術。最早專門的西方數學著作的翻譯，為利瑪竇和徐光啟合譯的歐幾裡得的《幾何原本》前六卷，幾何、測量方面的書籍尚有《測量全義》、《測量法義》等。割圓术的傳入方面，有明末的《割圜八線表》及《大測》；在西方算術的傳入方面，最早有利瑪竇及李之藻合譯的《同文算指》。對數的傳入，在順治年間的穆尼格講授，康熙時期官方編訂的《數理精蘊》為集明末清初西方數學傳入的大成。
19世紀中葉以後，介譯西方數學的重要人物為數學家李善蘭，他與墨海书馆的英國传教士偉烈亞力、麦都思，艾約瑟等人合譯了包括《幾何原本》後9卷，《代數術》、《代微積拾級》等著作，為符號代數及微積分首次傳入中國。另一位數學家華衡芳則在1860年代以後與傅蘭雅合作譯了不少著髼，介紹了對數表、概率等新的數學概念。清末新式學堂中的數學教材即多取於兩人的著作。到20世紀初，隨著留外學生的增加，西方數學大量傳入中國，至1913年北京大學成立數學門，為第一個專門的數學學術教育單位。

### 天文學
在六朝隋唐時期，中國已經接觸到一些西方天文學知識，但都是以印度為中介，伴隨佛教傳入。元代至明初傳入的則以伊斯蘭天文學為主。
明末清初時，傳教士帶來西方（歐洲）天文學，但其中最被重視的仍是中國傳統認為是國之根本的曆法。由於行用日久，大統曆和回回曆在許多場合中未能準確預測日蝕月蝕：

七年，欽天監奏：「閏十月朔，《回回曆》推日食二分四十七秒，《大統曆》推不食。」已而不食。十九年三月癸巳朔，台官言日當食，已而不食。帝喜，以為天眷，然實由推步之疏也。隆慶三年，掌監事順天府丞周相刊《大統曆法》，其歷原歷敘古今諸歷異同。萬歷十二年十一有癸酉朔《大統曆》推日食九十二秒，《回回曆》推不食，已而《回回曆》驗。

因此明代朝廷中不少大臣主張改革曆法，終於在崇禎二年(1629年)設立由徐光啟領導的曆局，進行《崇禎曆書》的相關工作：

崇禎二年五月乙酉朔日食，禮部侍郎徐光啟依西法預推，順天府見食二分有奇，瓊州食既，大寧以北不食。《大統》、《回回》所推，順天食分時刻，與光啟妻異。已而光啟法驗，余皆疏。帝切責監官。時五官正戈豐年等言：「《大統》乃國初所定，寮即郭守敬《授時歷》也，二百六十年毫未增損。自至元十八年造歷，越十八年為大德三年八月，已當食不食，六年六月又食而失推。是時守敬方知院事，亦付之無可奈佑，況斤斤守法者哉？今若循舊，向後不能無差。」於是禮部奏開局修改。乃以光啟督修曆法。

因為曆局涉及翻譯西方天文學知識，所以在當時被稱為「西局」，與反對改曆的「東局」對立。《明史 曆志》雲：

是時言曆者四家——大統、回回外，別立西洋為西局，文魁為東局，言人人殊，紛若聚訟焉。

間以鄧玉函、湯若望等人掌欽天監，製新曆法，正當新曆完成之際，適逢李自成起義軍攻陷北京，新曆未能推行。至清初順治年間才能推行，《崇禎曆書》改名為時憲曆。
除曆法之外，天文方面著作有利瑪竇口傳的《乾坤體義》、《渾蓋通憲圖說》等，此外。尚有儀器包括地球儀、望遠鏡等傳入。除此之外，當時西方最新的地動說以及伽利略的新發現如銀河的解釋、木星的衛星等發現都傳入中國。

### 地理學和地質學
明末時許多地理學知識及技術隨傳教士傳入。如利瑪竇親手繪制的《坤輿萬國全圖》。這幅“世界地圖”上所繪的外國人占領的廣大土地讓明政府感到不解和恐懼，也讓明政府重視起學習西方的先進技術。此外艾儒略《職方外紀》對西方地理以及東西法路作許多介紹。到清初南懷仁制作《坤輿全圖》。康熙時，傳教士白晉對於清朝各地包括邊疆地區作地理調查，最後製成《皇輿全覽圖》，其中使用先進繪製技術，包括以三角測量法，並標示各地的經緯度。
到了清末，西方地質學和地理學再次傳入，許多尤其和西方人來到中國對礦產的考查有關。而中國的學者如華蘅芳在1873年，翻譯《地學淺釋》一書，為西方地質學的引入的重要著作。到20世紀，張相文及章鴻釗兩人，撰寫編譯多部西方地理地質方面的專書及教科書，為中國地理學及地質學的成立奠定了基礎。
在近代地理觀念的改變方面，傳統中國人對世界的了解，除了鄒衍所提出的大九洲說認為中國之外尚有其他世界，一般的天下觀是以中國為中心，四周為外夷，但近代西學東漸中，與西方人的接觸和新的地理書籍地圖的譯介，使得逐漸必須承認海外尚有更廣大的世界，因此世界變大了，而中國由天下的中心成為世界甚至僅僅是亞洲的一部分。

### 生物學
明末清初，最早傳入西洋生物學知識的書籍，是耶稣会傳教士羅明堅所著《天主實錄》，其書雖主要為為宗教書籍，但其中有當時歐洲生物學的介紹，內容包括各種動植物特徵、習性、繁殖等，艾儒略的《职方外纪》亦有西方各種生物的介紹。較專門的生物學書籍，有康熙年間的耶稣会意大利教士利類思所譯的《獅子說》、《進呈鷹說》等，係譯自於乌利塞·阿尔德罗万迪所著的《生物學》中的段落。
晚清生物學的傳入，較早的有生理學方面的《全體新論》、《合體闡微》等（參見醫學段落），在植物學方面，有1858年李善兰和韋廉臣合譯的《植物學》，對於植物的特性種類、器官都有詳細介紹。
近代，西方生物知識影響中國最大的是達爾文的演化論，此為嚴復經由翻譯赫胥黎所著《天演論》而引介到中國，其不僅在生物學上具有重大意義，更對當時許多人的社會、哲學、歷史思想產生重大影響。

### 物理學
在明末清初，西方物理學主要是隨著傳教士所譯介的機械的相關知識傳入，如明天启年间邓玉函讲述力学原理和应用的《奇器图说》。其後明末清初物理學家方以智的《物理小識》一書，也多吸收西方物理學知識。
在第二波的西學東漸中，西方近代物理開始較有系統地傳入，從1840年代以後大量相關譯作出現，包括英人胡威立著《重學》，介紹西方力學一般知識和牛頓力學三大定律。《光論》介了光學知識，《聲學》介紹了聲學的原理。值得注意的是1899年王季烈譯《通物電光》一書，是介紹X光的專書，距離威廉·伦琴1895年發現X光僅4年。1900年王季烈又與藤田豐八合譯日本的《物理學》一書，是中國第一本系統介紹物理學的專書。
到20世紀初，隨著留外學生的增加，出現了包括何育杰、李耀邦等第一批的物理學家，中國近代的物理學才逐漸建立。

### 化學
明末清初的一波西學東漸中，當時近代西方化學尚未建立，因此也未有明顯的傳入中國。
到了晚清，墨海書館1855年出版英人合信所著的《博物新編》最早單介紹了西方的化學知識。1860年代以後，以中國化學家徐壽、徐建寅父子貢獻最大，徐壽在江南製造局翻譯館譯了《化學鑒原》、《化学术数》、《化学考质物体遇热改易记》等12本著作，徐建寅翻译的著作，包括《化学分原》、《电学》、《声学》、《造硫强水法》、《造铁全法》等二十多部书。徐氏父子在譯書中，對於一些化學元素如铝、轻、养、淡、鉀、鎂、錳等的譯名創造，並編寫《化學材料中西名目表》，對於化學知識傳入奠定基礎。此外，同文館也翻譯出版《化學指南》、《化學闡原》等重要著作。然在晚清，對於西方化學仍以譯介為主，直到民國初年，出現了包括任鴻隽、胡嗣鴻等化學家，中國的近代化學才算逐漸奠定。

### 醫學
晚明最早西洋醫學的傳入始於隆庆三年（1569年），天主教耶稣会賈耐勞神父在澳門成立西醫院，澳門即成為早期在中國西醫發展的中心。明末清初，醫學方面的著作有利瑪竇的《西國記法》，內有西方的神經內科、及心理學等方面內容。艾儒略的《性學觕述》，除對神經學的描寫更深入外，對人體各部位的功能有詳細述敘。此外，畢方濟的《靈言蠡勺》講血液的功能、湯若望的《主制群徵》講人的骨骼、肉、心臟、腦、神經等，鄧玉涵《泰西人身說概》介紹西方的解剖學，石鐸琭的《本草補》，介紹西方的各種藥物。清初的法国传教士洪若翰等，則以用金雞納霜治好康熙皇帝的瘧疾聞名。但當時這些醫學相關譯著，常受神學影響，不少將醫學與神靈魂等混為一談。
19世紀開始西方醫學再次大量傳入。西方醫學最早從香港、澳門及各通商口岸的西醫院（以教會創辦為主）開始影響中國各地。包括其附設醫學校也成為傳佈西醫的重要場所。中國自辦的西醫學校則始自1865年同文館附設的醫學科開始，其後又有北洋醫學堂、北洋軍醫學堂等醫學的專門學校。
在醫學書籍方面早期以在華西人的譯著為主，最早是合信在1850年代編譯了五部醫書，合稱《合信氏醫書五種》，對於西方醫學中的內科、外科、婦科、解剖學等加以介紹。此外嘉約翰翻譯多種臨床外科為主的醫書，傅蘭雅則翻譯了多種衛生學的著作。到20世紀初丁福保成立譯書公會，大量由日文譯醫書，編成《丁氏醫叢書》，其數量超過之前的譯書，對於西醫的介紹更為全面。除此之外，多種醫學期刊在晚清出現，成為西醫學傳入的重要媒介，其中最早的是1880年嘉約翰成立的《西醫新報》。

### 應用科學及技術
明末清初的西學東漸中，在應用科學技術方面除了武器（見軍事段落）的輸入之外，主要是機械製造方面，其中最重要的著作是鄧玉函口述王徵譯繪的《奇器圖說》，其中有當時大量西方機器的介紹及其製作方式、原理等的介紹。此外，熊三拔向利瑪竇等人學習而撰的《泰西水法》介紹西方水利學，徐光啟所著《農政全書》即多抄錄此書。此外，鐘錶等機械的製造傳入也受到重視，利瑪竇當時带来了国外的先进科技产品。像自鸣钟等，都让当时的明政府及士大夫們大为吃惊，但大多人僅視之為奇玩，少有研究其原理。
到了第二波西學東漸時，西方的各種技術大量傳入中國，包括造船、鐵路修築、採礦、印刷、建築、工業制造等，對中國的交通和經濟生產等產生重大的影響。

### 政治學及政治思想
西方政治學及政治思想的傳入始自清代後期。1840年代魏源的《海國圖志》以及徐繼畬《瀛環志略》中，都對西方的政治制度加以介紹，尤其對民主制度加以稱道。其後在1870年代王韜、鄭觀應等藉由相關譯介習籍，主張學習西方議會民主制度。甲午以前，西方政治學理論的介紹，只有如丁韪良譯的《萬國公法》，以及李提摩太譯《泰西新史攬要》中對盧梭、孟德斯鳩等人學說的零星介紹。
甲午戰爭以後，知識分子們對西方政治思想理論興趣大增。在民主思想方面，如盧梭《民約論》的第一章，在1898年由日譯本翻出出版，至1902年出版全本。孟德斯鳩《論法的精神》則於1903年譯出，密尔的《论自由》，由嚴復和馬君武分別譯出。在國家思想方面，有伯倫知理《國家學綱領》被譯出。在無政府主義學說方面，包括克魯泡特金、巴枯寧的著作和思想被大量譯介。社會主義學說方面，包括《新民叢報》、《浙江潮》、《民報》等刊物對曾刊載相關介紹文章。這些學說的傳入，改變了當時一整代知識分子的思想，使他們各自擁抱不同的西方政治思想，試圖改變中國，對於中國政治的發展造成了重大的影響。

### 社會學及社會思想
社会学是在西方19世紀中葉新興的學科，約1880年代，開始在《申報》、《萬國公報》等媒體有介紹社會學及思想的文章，早期被稱為「群學」。甲午以後以嚴復介譯最多，尤以斯賓塞的著作思想介譯最多，影響最大，其《群學肄言》一書即譯自斯賓塞《社會學原理》的緒論。其後章太炎翻話日本岸本能武太的《社會學》一書，為最早的社會學完整著作。其後並有多部相關通論性著作譯出。在晚清時，社會學被認為是應付中國社會的種種弊端的重要學科而風行，而斯賓塞所主社會進化憂勝劣敗的觀念，更刺激了當時許多知識分子的亡國滅種之憂。

### 經濟學及經濟思想
西方經濟學，一直到19世紀末才逐漸傳入中國，最重要的著作為嚴復翻譯亞當·斯密的《國富論》（當時作《原富》），此外陳昌緒譯的《計學平議》，介紹了英國的亞當·斯密及大卫·李嘉图等經濟學家，以及德國历史學派的李斯特等人的經濟學說。宣統年間譯介的《經濟學概論》一書，則有介紹奧地利學派的思想觀點。而馬克思等人的社會主義經濟思想也在晚清被引介。
西方經濟學思想的引入，改變了中國傳統「求義不求利」的經濟思想，嚴復及梁啟超等人開始主張求富生利對於國家民生的重要性，對於中國近代經濟的發展及大量實業家的興起產生影響。此外，孫中山則在求富之外，進一步吸收西方社會主義及土地平權思想，試圖進一步解決資本主義可能產生的問題。

### 法學
西方法學的傳入中國在清中葉以後開始，但早期主要關注的為外交上的國際公法，如丁韙良翻譯《國際公法》一書。一直要到19世紀下半葉，才有一批人開始注意西方法律，並試圖對中國傳統法律有所修改。其中又以沈家本、杨度等人，試圖參照西方法律，改進原本的《大清刑律》，最為重要。

### 軍事

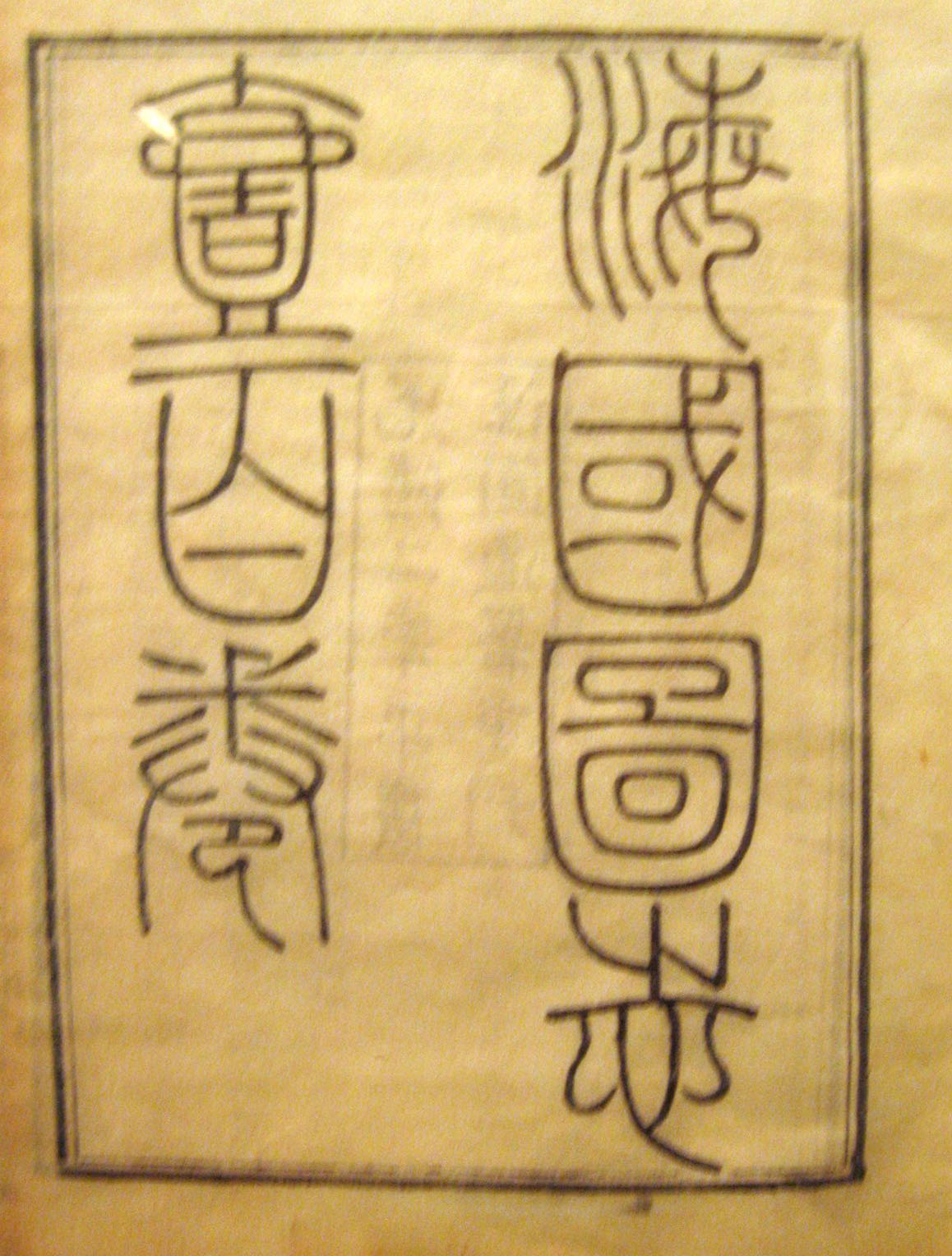
《海国图志》

明末清初時，西方軍事的傳入以火器的傳入為主。正德、嘉靖年間，明朝政府在廣州與葡萄牙人爆發屯門海戰等戰爭，虜獲其火器（當時人稱葡萄牙人以及其火炮都叫作佛郎機），仿製成功，在东莞制造，分发边防使用。其後利瑪竇也曾對西洋火器與軍事加以介紹。至萬曆晚期女真興其於東北，明军向葡人購募火炮及軍隊，教士湯若望亦曾督導鑄炮，獲得不少戰功。清朝方面亦在努爾哈赤死後，由被俘的漢人處取得技術，發展火炮，康熙時，更命南懷仁造新式大炮，以平三藩之乱，南懷仁並著有《神威圖說理論》一書介紹西方武器技術。
晚清的洋務運動，更是以學習西方的軍事為最主要的目標之一，包括武器的製作如船艦、大炮、火槍等的製作購買，新式陸海軍的建立，無一不全受到西方的影響。而晚清時更有大量學生留日，學習西方軍隊的制度。這批留學生也成為晚清新式軍隊的骨幹。

### 歷史學
鴉片戰爭以後，受到西方的影響刺激，中國人開始對西方的歷史產生興趣。西方史學著作的翻譯，早期有馬禮遜的《外國史略》、慕維廉的《大英國志》。這些譯著也影響到中國人對西方歷史的著作如魏源《海國圖志》、徐繼畬《瀛環志略》，其後到1870-1880年代又有王韜的《法國志略》、黃遵憲的《日本國志》。至甲午戰爭之後，更是有大量由日本轉譯而來的西方歷史和傳記等書籍。
但歷史學本身的影響而轉變，則要到20世紀初，梁啟超受到西方民族主義史學影響，主張為國家國民社會而非朝廷的新史學。而西方19世紀盛行的實證主義及科學主義史學，也在此時傳入，而馬克思主義的傳入，也對史學界有一定程度之影響（受影響之史家所組之學派謂之「史觀學派」）。另外由美國傳入之Robinson新史學（高度與社會科學結合之史學，由何炳松傳入）亦有一定程度之影響力。到了民初時期，這些史學思潮逐漸落實於史學界，史學家們開始用不同於傳統史學的方式撰寫中國史，中國現代史學逐漸形成。
近代的西學東漸，也造成中國人的歷史認知的重大改變。中國傳統史觀是一元的，是以中國為中心的，是靜態的，是以古代為尊的。但受到西方新的歷史知識的影響，不得不承認西方亦有一自成系統的文明，甚至如古埃及年代更早於中國。而進化觀念的傳入，根本上改變歷史時間的觀念，由靜態變為動態，由視古代為最理想的社會（實際上近代以前即有進化史觀，如王充、杜佑、劉知幾等皆主此史觀，然影響不大），逐漸接受文明逐漸進步的想法。

### 文學
西方文學的東傳，始自於晚清時期，尤以西方小說的譯介最重要，包括林紓、包天笑、周瘦鵑、曾樸等人翻譯了大量西方小說名著，其中林紓的影響最大。其所譯的《茶花女》、《堂吉诃德》、莎士比亞故事等等，在晚清擁有大量的讀者，對於中國小說的發展有所影響。

### 音樂
西方樂器的傳入最早在澳門地區，尤其在教堂之中，其後利瑪竇便自澳門帶西琴（為今日的大鍵琴）進呈，萬曆皇帝並命樂工學習。至清初，康熙特別喜好西樂，對於擅長音樂的教士徐日昇甚為喜好，由其帶領演奏。並曾希望以西方律學來改進中國音樂，編成《律呂正義》一書。
到了晚清，最早西方音樂的傳入包括宗教音乐、軍樂、學堂樂歌等。由於基督教的傳播，一些宗教歌曲成為最早開始傳至中國人的西方音樂。西式軍樂隊，早期主要由在華西方人組成，如著名的海關負責人赫德所組成的樂隊。中國自辦的西式軍樂隊，則要到甲午戰爭之後的新軍中才出現。
學堂樂歌是晚清之時，吸收西方及日本所流行的曲調，調上「進步」思想的歌詞，以作為新式學堂學生學習所作的歌曲，但這種形式的音樂僅是學習西方音樂的部分形式。進一步對西方音樂有較深入的吸收創造學書，則要到五四運動以後了。

### 美術
西方美術的傳入在明末清初以繪畫為主，最早利瑪竇曾以天主、聖母圖像獻於明神宗。其他傳教士亦有携入西方圖畫，其畫風以及女性的裸露曾受當時中國士人爭議。到清朝康熙時，不少專較專門工於畫的教士來到中國，開始在宮中教習中國人而產生較多影響。不少畫家開始學習西畫，乾隆時的耶稣会意大利教士郎世寧更融合中西畫的畫法作畫。

## 对中国的影响
西学东渐对近代中国的各個方面都产生了极大的影响，簡述如下：

### 學術影響
西學東漸將西方近代各種學術上的新成果帶入了中國，深深影響到各種學術的發展，而許多在傳統中國不被重視甚至不存在的學科也在此影響下得到發展，中國傳統學術的基本框架「經、史、子、集」完全被打破，許多傳統的學術受到西學的衝擊，有的逐漸沒落，有的吸收西方學術而加以改進，到民國時期，整個西方式的學術體系架構大致成型。

### 思想文化影響
西學東漸所造成中國思想文化的影響和變化之大，在中国历史上只有百家争鸣时代可以与之媲美。中國人經過西學的洗禮，對於世界、歷史發展、政治、經濟、社會、自然界萬事的看法，都有了巨大的改變。而中國傳統的思想文化中的許多成分，則被以西方的標準重新估定其價值，部分諸子百家思想獲得重新重視，而尤其是儒家思想及一些民間的風俗信仰文化，則受到強烈的批判。

### 政治影響
西方政治思想的傳入，議會制、民主制度、新的國家概念、無政府主義、社會主義思想等，對於晚清中國的政治發展產生重大影響，包括戊戌維新的發起、晚清新政的推展、立憲運動的嘗試、辛亥革命的爆发，民初議會制的推行、五四運動、聯省自治運動、北伐統一，一直到後來的共產革命等，都受到這些西方思想的重大影響。

### 社會影響
西學對於中國社會經濟的影響，早期並不如西方的軍事政治力量的侵略和資本主義式商品經濟的傳入來得直接，但隨著晚清西方思想的力量漸增，仍對社會經濟產生了重大影響。
在社會方面其中最大的影響，便是由於晚清西學的優勢逐漸超越中學，使得清政府必須廢除八股文和科舉制度，這使得傳統四民社會中最頂層的士階層，失去了其學而優則仕的管道，其所掌握的傳統知識的作用也下降，因此有被邊緣化的危險，而同時晚清西方商戰思想的傳入，提高了商人在社會上的地位，更加促成傳統四民社會秩序的瓦解。
此外，西方個人主義和自由主義及社會主義等思想的傳入，使得中國傳統社會中以家庭、家族、地域社會為中心的社會基層開始逐漸瓦解。

### 經濟及日常生活影響
與社會的影響類似，在經濟方面的影響也是逐漸發生的。包括新的經濟思想的傳入，使得一批知識分子願意投入實業，而民族主義思想則有助於民族工業的發展成形。而新的科學、管理、金融等技術的傳入及應用，更是逐漸整個改變了中國的交通運輸、生產方式、商業交易等基本經濟事物。
在日常生活方面，新的西方科技事物如火车、電、自來水、電影、廣播等等逐漸改變了城市居民的生活。另一方面，新的思想改變了許多傳統日常生活中的習俗，包括一些被視為迷信的民間信仰、纏足風俗、傳統式的婚姻等等都逐漸被廢除。

## 西学东渐影响下的著作
| 時間               | 作者                                   | 著作                           | 備注                                                     |
| 17世纪（明朝時期） | 17世纪（明朝時期）                     | 17世纪（明朝時期）             | 17世纪（明朝時期）                                       |
| ------------------ | -------------------------------------- | ------------------------------ | -------------------------------------------------------- |
| 1602年             | 利玛窦                                 | 坤舆万国全图                   |                                                          |
| 1605年             | 利玛窦                                 | 乾坤体义                       | 《四库全书》称之为“西学传入中国之始”                     |
| 1607年             | 利瑪竇、徐光啟                         | 幾何原本                       | 譯歐幾裡得原著前6卷                                      |
| 1623年             | 艾儒略、扬廷筠                         | 职方外纪                       | 后收入李之藻《天学初函》                                 |
| 1624年             | 畢方濟、徐光啟                         | 靈言蠡勺                       | 譯亞裡士多德《論靈魂》，後收入李之藻《天學初函》         |
| 1628年             | 傅泛濟、李之藻                         | 寰有詮                         | 譯亞里士多德《論天》，注釋本                             |
| 1631年             | 傅泛濟、李之藻                         | 名理探                         | 譯亞里士多德《邏輯學》前10卷，第一次介紹西方邏輯學的著作 |
| 1634年             | 徐光啟、龍華民、鄧玉函、湯若望、羅雅谷 | 崇禎歷書（時憲曆）             | 歷時1629年-1634年                                        |
| 1641年             | 南懷仁                                 | 窮理學                         | 譯亞里士多德《邏輯學》後20卷                             |
| 19世纪（清朝時期） |                                        |                                |                                                          |
| 1807年             | 马礼逊                                 | 外国史略                       |                                                          |
| 1823年             | 马礼逊                                 | 华英字典                       | 中国第一本英文字典                                       |
| 1838年             | 郭实腊                                 | 万国地理全图集                 |                                                          |
| 1840年             | 郭实腊                                 | 贸易通志                       |                                                          |
| 1841年             | 陈逢衡                                 | 英吉利纪略                     |                                                          |
| 1842年             | 魏源                                   | 海国图志                       |                                                          |
| 1846年             | 梁廷柟                                 | 海国四说                       |                                                          |
| 1846年             | 姚莹                                   | 康輶纪行                       |                                                          |
| 1848年             | 玮理哲                                 | 地理图说                       |                                                          |
| 1849年             | 徐繼畬                                 | 瀛寰志略                       |                                                          |
| 1849年             | 合信                                   | 天文略论                       |                                                          |
| 1849年             | 哈巴安德                               | 天文问答                       |                                                          |
| 1851年             | 合信、陈修堂                           | 全体新论                       | 晚清第一部系统介绍西方人体解剖学的著作                   |
| 1851年             | 裨治文（Bridgman）                     | 大美联邦志略                   | 墨海书馆出版                                             |
| 1854年             | 慕维廉                                 | 地理全志                       | 墨海书馆出版                                             |
| 1854年             | 12人委员会                             | 圣经（委办译本）               |                                                          |
| 1855年             | 合信                                   | 博物新编                       | 墨海书馆出版                                             |
| 1856年             | 慕维廉                                 | 大英国志                       | 墨海书馆出版                                             |
| 1857年             | 李善蘭、偉烈亞力                       | 幾何原本                       | 譯歐幾裡得原著後9卷                                      |
| 1858年             | 王韬、伟烈亚力                         | 西国天学源流                   |                                                          |
| 1859年             | 韦廉臣、艾约翰、李善兰                 | 植物学                         | 译林德利原著，晚清时期第一部介绍西方近代植物学的著作     |
| 1859年             | 伟烈亚力、李善兰                       | 谈天                           | 译侯失勒原著                                             |
| 1859年             | 李善兰                                 | 代微积拾级                     | 译罗密士原著                                             |
| 1873年             | 王韬                                   | 英人培根                       |                                                          |
| 1873年             | 傅兰雅、华衡芳                         | 代数学                         | 译著                                                     |
| 1873年             | 傅兰雅、华衡芳                         | 微积溯源                       | 译著                                                     |
| 1877年             | 慕維廉、沈毓桂                         | 格致新法                       | 介紹了培根《新工具》第一卷的內容，連載於《格致彙編》雜志 |
| 1877年             | 韦廉臣                                 | 希利尼原流备考                 | 介绍了从泰利士到斯多葛派的希腊哲学，连载于《万国公报》   |
| 1877年             | 华衡芳、金楷理                         | 测候丛谈                       | 译侯失勒原著                                             |
| 1882年             | 颜永京                                 | 肄业要览                       | 译斯宾塞《論教育》的第一章                               |
| 1885年             | 艾约瑟                                 | 西学略述                       |                                                          |
| 1885年             | 艾约瑟                                 | 辩学启蒙                       | 译耶芳斯为 Science Primer Series 写的小册子《Logic》     |
| 1889年             | 颜永京                                 | 心灵学                         | 译海文《心靈學》                                         |
| 1894年             | 同康庐                                 | 中外地舆图说集成               |                                                          |
| 1898年             | 傅兰雅                                 | 理学须知                       | 简要叙述穆勒《逻辑体系》(System of Logic)一书            |
| 1898年             | 严复                                   | 天演论                         | 译赫胥黎《进化论与伦理学》                               |
| 20世纪（清朝末年） |                                        |                                |                                                          |
| 1901年             | 严复                                   | 原富                           | 译亚当·斯密《国富论》                                    |
| 1901年             | 梁啟超                                 | 霍布士學案                     |                                                          |
| 1901年             | 梁啟超                                 | 斯片哪莎學案                   |                                                          |
| 1902年             | 梁啟超                                 | 盧梭學案                       |                                                          |
| 1902年             | 梁啟超                                 | 歐洲地理大勢論                 |                                                          |
| 1902年             | 梁啟超                                 | 生計學學說沿革小史             |                                                          |
| 1902年             | 梁啟超                                 | 論希腊古代學術                 |                                                          |
| 1902年             | 梁啟超                                 | 亞裡斯多德的政治學說             |                                                          |
| 1902年             | 梁啟超                                 | 意大利建國三傑                 |                                                          |
| 1902年             | 梁啟超                                 | 羅蘭夫人傳                     |                                                          |
| 1902年             | 梁啟超                                 | 雅典小史                       |                                                          |
| 1902年             | 梁啟超                                 | 倍根學說                       |                                                          |
| 1902年             | 梁啟超                                 | 笛卡兒學說                     |                                                          |
| 1902年             | 梁啟超                                 | 斯巴達小志                     |                                                          |
| 1902年             | 梁啟超                                 | 天演論初祖達爾文之學說及其略傳 |                                                          |
| 1902年             | 梁啟超                                 | 法理學大家孟德斯鳩之學說       |                                                          |
| 1902年             | 梁啟超                                 | 近世第一大哲康德之學說         |                                                          |
| 1902年             | 梁啟超                                 | 新英國巨人克林威爾傳           |                                                          |
| 1902年             | 蕭應椿                                 | 五洲述略                       |                                                          |
| 1903年             | 严復                                   | 群学肄言                       | 译斯宾塞《社会学研究法》                                 |
| 1903年             | 严復                                   | 群己权界论                     | 译约翰·穆勒《论自由》                                    |
| 1904年             | 严復                                   | 社会通诠                       | 译甄克思《政治史》                                       |
| 1905年             | 严復                                   | 穆勒名学                       | 译穆勒《逻辑体系》的前半部分                             |
| 1905年             | 梁啟超                                 | 俄羅斯革命之影響               |                                                          |
| 1909年             | 严復                                   | 名学浅说                       | 译耶芳斯《逻辑》                                         |
| 1909年             | 严复                                   | 法意                           | 译孟德斯鸠《论法的精神》，历时1904年-1909年              |
| 1910年             | 王先謙                                 | 五洲地理志略                   |                                                          |

### 引用
1. ↑  芦笛. . 中国科技术语. 2017, 19 (1): 66–70  [2018-10-11]. ISSN 1673-8578. doi:10.3969/j.issn.1673-8578.2017.01.015. CNKI KJSY201701023. （原始内容存档于2023-04-06）.
2. ↑  Kircheri, Athanasii.  [中国图说]. apud Jacobum à Meurs. 1667: p.164 （拉丁语）.

## 外部連結
- 徐光台：〈明末西方教育的傳入及歷史反思〉。
- 徐光台：〈西学对科举的冲激与回响——以李之藻主持福建乡试为例 （页面存档备份，存于）〉。
- 徐光台：〈藉「格物窮理」之名：明末清初西學的傳入 （页面存档备份，存于）〉。
- 古偉瀛：〈談「儒耶交流」的詮釋〉。
- 日本京都大学汉学中心藏《四库全书提要：乾坤体义》 （页面存档备份，存于）
- 回顾专题：西学东渐下的中国(增补) （页面存档备份，存于）
- 20世纪西方哲学理论东渐述要：上 （页面存档备份，存于）／下 （页面存档备份，存于）